# اجیا ترایاس
اجیا ترایاس (به لاتین: Agia Trias, Cyprus) یک منطقهٔ مسکونی در قبرس است که در ناحیه فاماگوستا واقع شده‌است.

## خصوصیات
اجیا ترایاس ۶۱۴ نفر جمعیت دارد.